# I diamanti dell'ispettore Klute
I diamanti dell'ispettore Klute (Lady Ice) è un film del 1973 diretto da Tom Gries e interpretato da Donald Sutherland e Robert Duvall.

## Trama
Andy Hammon è un dipendente di una compagnia di assicurazioni che si ritrova coinvolto in una vicenda di ricettazione di gioielli preziosa da una facoltosa giovane donna.